# Olympic Moustakbel Arzew
Pour les articles homonymes, voir OMA.
 (mai 2023).
Si vous disposez d'ouvrages ou d'articles de référence ou si vous connaissez des sites web de qualité traitant du thème abordé ici, merci de compléter l'article en donnant les références utiles à sa vérifiabilité et en les liant à la section « Notes et références ».
Maillots
Actualités
L’Olympique Moustakbel d’Arzew (en arabe : أولمبي مستقبل أرزيو), plus couramment abrégé en OM Arzew ou encore en OMA, est un club algérien de football fondé en 1947 et basé dans la ville d'Arzew.

## Historique
Le club est fondé le 7 mars 1947 par Menaouer Kerbouci, alors militant pour l’indépendance de l’Algérie. Il crée ce club de football en remplacement de l’ancien club existant et qu’il avait baptisé « Olympique des Musulmans d’Arzew »[Quoi ?]. Il est mort au combat durant la Guerre d'Algérie en 1962. Il est « président d’honneur » du club à titre posthume. En hommage à sa mémoire, le stade du club OMA porte son nom.
Les enfants et petits-enfants de Menouar Kerbouci (Mohamed, Abdelkader, Habib, Amar, Kada, Noureddine et Menouar) étaient et sont des joueurs de ce club. 
Le club a depuis été rebaptisé après l’indépendance, successivement « Olympique Moustaqbal Arzew » puis « Olympique Madinat Arzew ».

## Bilan sportif

### Palmarès
| Compétitions nationales                                         |
| --------------------------------------------------------------- |
| - DNA (3) : - Champion Gr. Ouest : 2006-07, 2014-15 et 2018-19. |

## Parcours

### Classement en championnat par année
- 1962-63 : D1, CH Ouest Gr.II, 2e
- 1963-64 : D1, DH Ouest, 15e
- 1964-65 : D2, DH Ouest, 11e
- 1965-66 : D2, DH Ouest, 13e
- 1966-67 : D4, PH Ouest Gr.C, ?e
- 1967-68 : D4, PH Ouest Gr.A, 4e
- 1968-69 : D4, PH Ouest, Gr.A 2e
- 1969-70 : D4, 1re D Ouest, Gr.D 2e
- 1970-71 : D4, District d'Oran: 1re D Gr.A, ?e
- 1971-72 :
- 1972-73 :
- 1973-74 :
- 1974-75 :
- 1975-76 :
- 1976-77 :
- 1977-78 :
- 1978-79 :
- 1979-80 :
- 1980-81 : D3, DH Ouest Gr, ?e
- 1981-82 : D3, DH Ouest Gr, ?e
- 1982-83 : D3, DH Ouest Gr, ?e
- 1983-84 : D3, DH Ouest Gr, ?e
- 1984-85 : D3, DH Ouest Gr, ?e
- 1985-86 : D3, DH Ouest Gr, ?e
- 1986-87 : D3, DH Ouest Gr, ?e
- 1987-88: D3, DH Ouest Gr, ?e
- 1988-89: D3, Régional Ouest, 11e
- 1989-90: D3, Régional Ouest, 9e
- 1990-91: D3, Régional Ouest, 3e
- 1991-92: D2, 2e Division Ouest, 9e
- 1992-93: D2, 2e Division Ouest, 12e
- 1993-94: D2, 2e Division Ouest, 13e
- 1994-95: D2, 2e Division Ouest, 13e
- 1995-96: D2, 2e Division Ouest, 13e
- 1996-97: D2, 2e Division Ouest, 16e
- 1997-98: D3, Régional Ouest, ?e
- 1998-99: D3, Régional Ouest, 5e
- 1999-00 : D4, Division Régional groupe Ouest, 15e
- 2000-01 : D4, Division d'Honneur groupe ?, ?e
- 2001-02 : D4, Division d'Honneur groupe ?, 1er
- 2002-03 : D3, Régional Ouest, 6e
- 2003-04 : D3, Régional Oran, 2e
- 2003-04 : D3, Inter-régions Ouest, 4e
- 2005-06 : D3, Inter-régions Ouest, 2e
- 2006-07 : D3, Inter-régions Ouest, 1er
- 2007-08 : D2, 15e
- 2008-09 : D2, 14e
- 2009-10 : D2, 17e
- 2010-11 : DNA, Gr. Centre-Ouest, 11e
- 2011-12 : DNA, Gr. Ouest, 5e
- 2012-13 : DNA, Gr. Ouest, 5e
- 2013-14 : DNA, Gr. Ouest, 2e
- 2014-15 : DNA, Gr. Ouest, 1er
- 2015-16 : Ligue 2, 15e
- 2016-17 : DNA, Gr. Ouest, 2e
- 2017-18 : DNA, Gr. Ouest, 7e
- 2018-19 : DNA, Gr. Ouest, 1er
- 2019-20 : Ligue 2, 13e[2]
- 2020-21 : Ligue 2 Gr. Ouest, 12e
- 2021-22 : D3, Inter-régions Ouest, 15e
- 2022-23 : D4, Régional 1 Oran, 10e
- 2023-24 : D4, Régional 1 Oran, ?e
- 2024-25 : D4, Régional 1 Oran, 16e

### Résultats de l'OMA en Coupe d'Algérie
| Saison  | Tour        | Matchs           | Résultats     |
| ------- | ----------- | ---------------- | ------------- |
| 1962-63 | 1re T.R     | Nadjah AC (Oran) | 2-1           |
| 1963-64 | 1/32 finale | ASM Oran         | 3-1 a.p       |
| 1964-65 | 1/8 finale  | ASPTT Alger      | 3-2 a.p       |
| 1965-66 | 1/64 finale | ?                | ?             |
| 1966-67 | 1/64 finale | JSM Tiaret       | 1-0           |
| 1967-68 | 3e T.R      | CAM Mostaganem   | 1-0 a.p       |
| 1968-69 | ?e T.R      | ?                | ?             |
| 1969-70 | 1/64 finale | USM Bel Abbès    | 4-0           |
| 1970-71 | ?e T.R      | ?                | ?             |
| 1971-72 | ?           | ?                | ?             |
| 1972-73 | ?           | ?                | ?             |
| 1973-74 | ?           | ?                | ?             |
| 1974-75 | 1/16 finale | ASM Oran         | 1-0           |
| 1975-76 | ?           | ?                | ?             |
| 1976-77 | ?           | ?                | ?             |
| 1977-78 | ?           | ?                | ?             |
| 1978-79 | 1/16 finale | DCM Alger        | 2-1           |
| 1979-80 | ?           | ?                | ?             |
| 1980-81 | ?           | ?                | ?             |
| 1981-82 | ?           | ?                | ?             |
| 1982-83 | ?           | ?                | ?             |
| 1983-84 | ?           | ?                | ?             |
| 1984-85 | 1/32 finale | WA Tlemcen       | 1-1 t.a.b 2-1 |
| 1985-86 | 1/8 finale  | USM Blida        | 0-0 t.a.b 3-2 |
| 1986-87 | 1/32 finale | ASM Oran         | 2-0 a.p       |
| 1987-88 | ?e T.R      | ?                | ?             |
| 1988-89 | 1/32 finale | MC Oran          | 2-1 a.p       |
| 1989-90 | N.J         | N.J              | N.J           |
| 1990-91 | 1/32 finale | ASM Oran         | 1-0           |
| 1991-92 | ?e T.R      | ?                | ?             |
| 1992-93 | N.J         | N.J              | N.J           |
| 1993-94 | 1/32 finale | WA Boufarik      | 2-2 t.a.b     |
| 1994-95 | 4e T.R      | MCB Hadjadj      | ?             |
| 1995-96 | 1/64 finale | CR Témouchent    | ?             |
| 1996-97 | 1/32 finale | IRM Béchar       | 1-1 t.a.b 5-4 |
| 1997-98 | ?e T.R      | ?                | ?             |
| 1998-99 | ?e T.R      | ?                | ?             |
| 1999-00 | ?e T.R      | ?                | ?             |

| Saison  | Tour                | Matchs              | Résultats           |
| ------- | ------------------- | ------------------- | ------------------- |
| 2000-01 | ?e T.R              | ?                   | ?                   |
| 2001-02 | 1/64 finale         | GC Mascara          | ?                   |
| 2002-03 | 1/32 finale         | ES Guelma           | 2-1 a.p             |
| 2003-04 | Avant dernier T.R   | MB Sidi Chahmi      | 2-1                 |
| 2004-05 | 1/64 finale         | SCM Oran            | ?                   |
| 2005-06 | 1/16 finale         | ES Sétif            | 3-0                 |
| 2006-07 | 1/16 finale         | RC Kouba            | 0-0 t.a.b           |
| 2007-08 | 1/16 finale         | JSM Bejaia          | 2-0                 |
| 2008-09 | Avant dernier T.R   | USM Bel Abbès       | 1-0                 |
| 2009-10 | 1/64 finale         | ?                   | ?                   |
| 2010-11 | Avant dernier T.R   | JRB Sidi Brahim     | ?                   |
| 2011-12 | 1/64 finale         | CRB Ben Badis       | 1-1 t.a.b           |
| 2012-13 | 1/16 finale         | CRB Aïn Fakroun     | 3-0                 |
| 2013-14 | 1/32 finale         | MC Saida            | 1-0                 |
| 2014-15 | 1/32 finale         | NRB El Achir        | 1-0                 |
| 2015-16 | 1/32 finale         | USM Blida           | 3-2 a.p             |
| 2016-17 | 1/32 finale         | MC Alger            | 3-2                 |
| 2017-18 | 1/64 finale         | ASM Oran            | 1-0                 |
| 2018-19 | Avant dernier T.R   | ASB Maghnia         | 2-0                 |
| 2019-20 | 1/32 finale         | SC Mecheria         | 1-0                 |
| 2020-21 | Compétition annulée | Compétition annulée | Compétition annulée |
| 2021-22 |                     |                     |                     |

#### Statistiques Tour atteint
L'OMA a participé en 55 éditions, éliminé au tours régionales ?? fois et atteint les tours finale 20 fois.
| Édition | 1er tour | 2e tour | 3e tour | 4e tour | 64e de finale | 32e de finale | 16e de finale | 8e de finale | Quart de finale | Demi-finale | Finale | Champion |
| ------- | -------- | ------- | ------- | ------- | ------------- | ------------- | ------------- | ------------ | --------------- | ----------- | ------ | -------- |
| 55      | -        | -       | 02      | -       | 04            | 12            | 05            | 02           | 00              | 00          | 00     | 00       |

## Personnalités du club

### Joueurs emblématiques
Effectif 1962-1963 : Merabet (1), Hamel, Feghoul, Karouz, Merabet (2), Ould Cheikh, Lasmari, Boulandjas, Badrani, Terbag, Boumahdi.

### Entraîneurs
- 2003-Février 2008 : Tahar Cherif El Ouazzani
- Février 2008-Avril 2008 : Nadjib Medjadj
- Avril 2008-?? : Benyebka Merabet

## Identités du club

### Différents noms du club
| Olympique des Musulmans d’Arzew |
| ------------------------------- |

| Olympique Moustaqbal Arzew |
| -------------------------- |

| Olympique Madinat Arzew |
| ----------------------- |

| Olympique Moustaqbal Arzew |
| -------------------------- |

### Logos

Ancien logo
Logo actuel du club